# تولا (کوهسرخ)
تَوَلاّ مرکز دهستان کوه سفید و نام روستایی در بخش مرکزی شهرستان کوهسرخ استان خراسان رضوی است.
فاصله این روستا تا مرکز شهرستان یعنی شهر ریوش ۵ کیلومتر و تا کاشمر ۳۵ کیلومتر می‌باشد. زبان مردم تولا فارسی با گویش کوهسرخی است. دین مردم تولا اسلام و مذهب شیعه می‌باشد. این ناحیه کوهستانی با آب و هوای معتدل و سکنه فارسی‌زبان است. این روستا دارای زمین‌های فراوان کشاورزی و کوه‌های بلند و یک غار در نزدیکی این روستا وجود دارد. این روستا یکی از سرسبزترین روستاهای کوهسرخ بوده که هم‌اکنون به‌دلیل خشکی قنات‌ها سرسبزی خود را از دست داده است. آب باغ‌ها از چاه‌ها تأمین می‌شود و محصولاتش غلات، زعفران و سردرختی است. اهالی به کشاورزی و قالی‌بافی گذران می‌کنند.

## جمعیت
تعداد سکنه آن طبق آمار سرشماری سال ۱۳۸۵ مرکز آمار ایران برابر با ۳۲۸ خانوار و معادل ۱۱۸۱ نفر بوده که از این تعداد قریب ۸۶ درصد (۷۳۰ نفر) باسواد می‌باشند. و تعداد مردان روستای تولا ۵۲۳ نفر و زنان ۶۵۸ نفر می‌باشد.

## اهالی
- اسماعیل کوهسرخی؛ از روحانیون عصر قاجار